# تراموا نیس
تراموا نیس (فرانسوی: Tramway de Nice‎) سیستم تراموا در نیس، فرانسه است.
این تراموا که در سال ۲۰۰۷ تأسیس شده دارای یک خط، ۲۱ ایستگاه و ۸.۷ کیلومتر است.

## نگارخانه

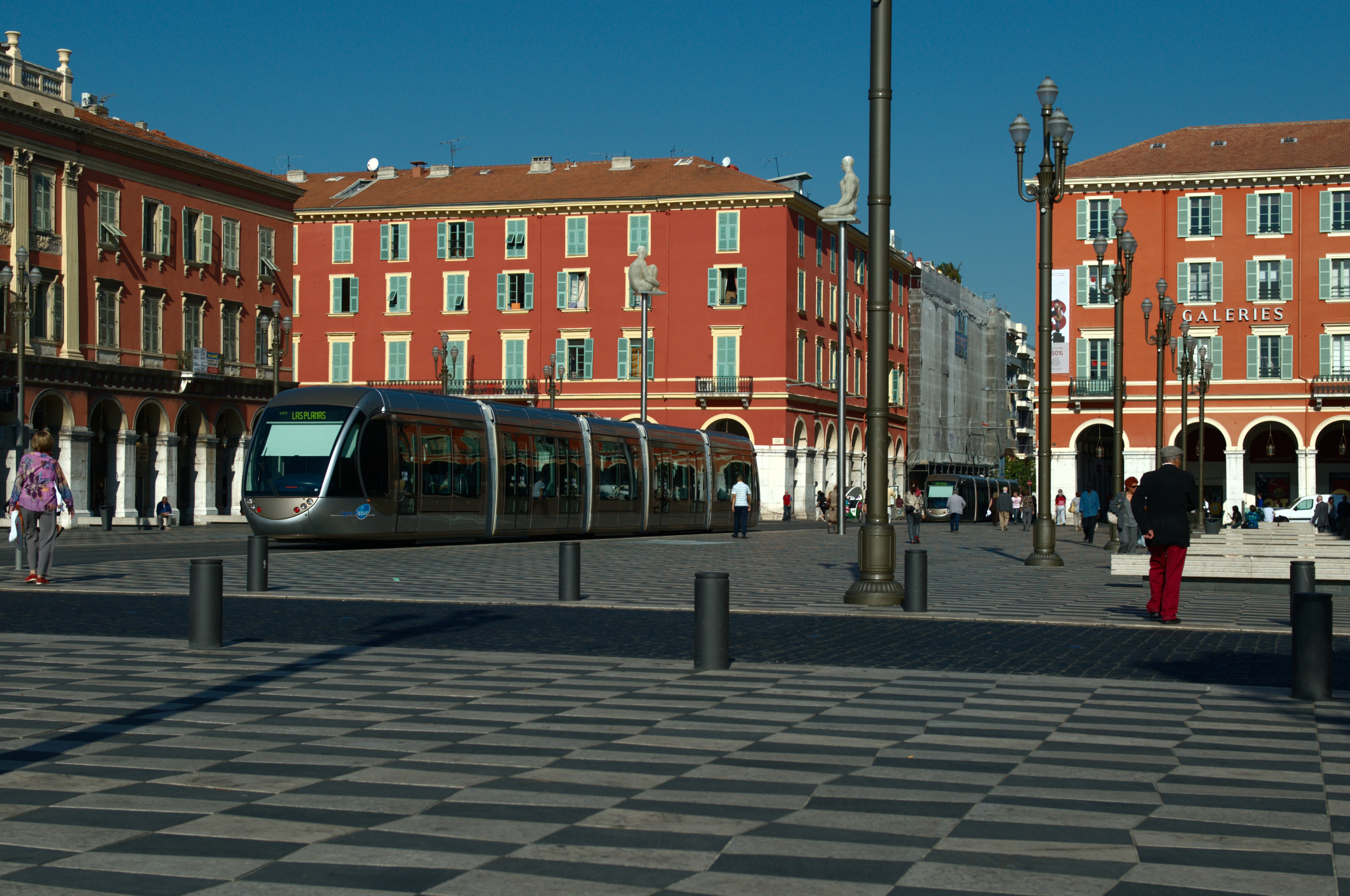
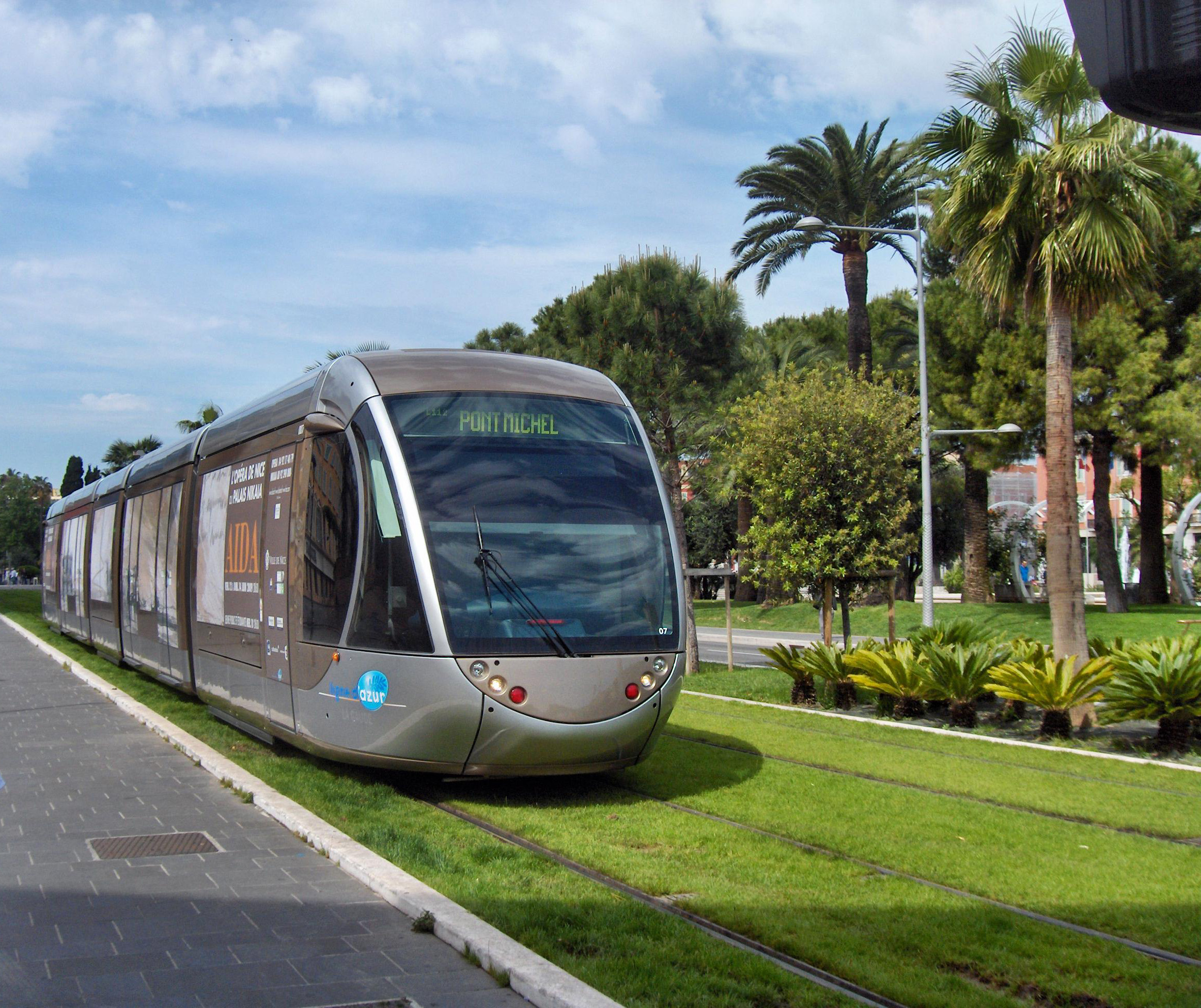
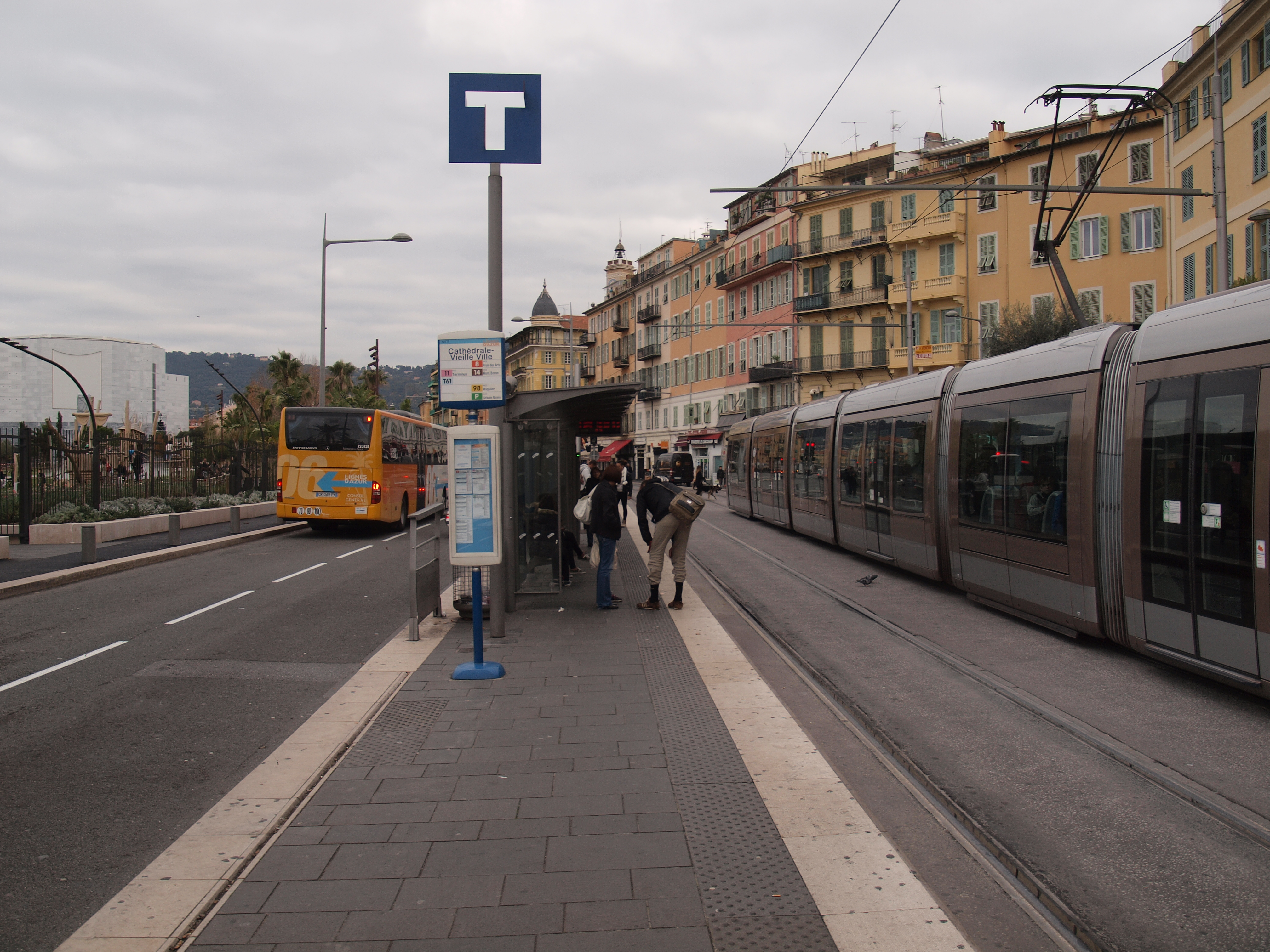
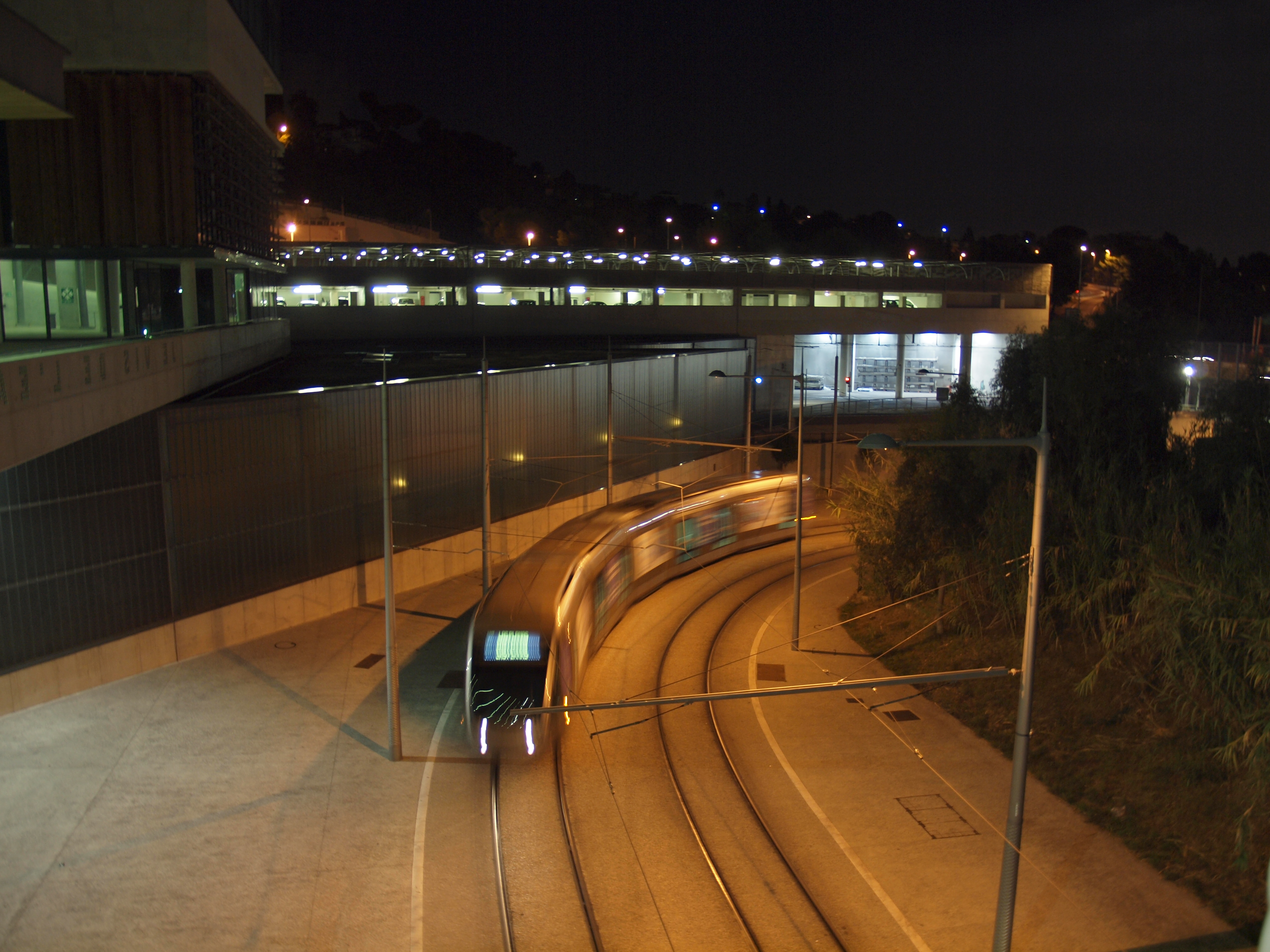